# 星乃泉水
星乃 泉水（ほしの いずみ）は、日本のものまねタレント。本名、奥田 泉。
大阪府出身。オフィスあっとほーむ預かりタレント。東京都を中心に全国で活動を行う。

## レパートリー
- 絢香
- 倉木麻衣
- 香西かおり
- 倖田來未
- ZARD
- 坂本冬美
- 竹内まりや
- 中島美嘉
- 原由子
- BoA
- 松任谷由実
- 美空ひばり
- mihimaruGT
- 森高千里

など

## 過去の出演

### インターネット
- 山本晋也のランク１０(テン)国
- パピヨンジョブ<2012〜>
- ラーメンミュージシャン 井手隊長の 「今3時？ そうねだいたいね」
- sue3 の何か問題👀でも？

### ＣＭ
- Imagine（イマジン）＜2009〜＞

### テレビ
- アリケン(テレビ東京)
- おとなのびっくりクリニック(日本海テレビ)
- ものまねグランプリ2014(日本テレビ)
- コロッケ千夜一夜 #55(BS日本)
- コロッケ千夜一夜 #91(BS日本)
- ものまねグランプリ 芸人40組 秋のガチランキングスペシャル！(日本テレビ)
- めざまし✕さんま 平成エンタメ100人"ムチャ"なお願いSP(フジテレビ)
- 行列のできる法律相談所20年目突入SP!さんまVS超個性派集団チームナックス(日本テレビ)

### 舞台
- CROKET MIMIC TOKYO（コロッケ ミミック トーキョー）